# Hylomys vorax
Hylomys vorax és una espècie de mamífer eulipotifle de la família dels erinacèids. És endèmic de l'illa de Sumatra (Indonèsia), on viu a altituds d'entre 2.073 i 2.835 msnm, especialment a la meitat inferior d'aquest interval. El seu hàbitat natural són els boscos montans. És un representant de mida mitjana del gènere Hylomys, amb una llargada de cap a gropa de 123 mm i un pes de 44,4 g (valors mitjans). El nom específic vorax significa ‘voraç’ en llatí.
Com que fou descobert fa poc, encara no se n'ha avaluat formalment l'estat de conservació, tot i que els seus descriptors apunten que altres espècies que viuen a la mateixa regió i que tenen una distribució de mida comparable o superior apareixen a la Llista Vermella de la UICN com a espècies vulnerables.